# Sjöstridsuniform m/1993

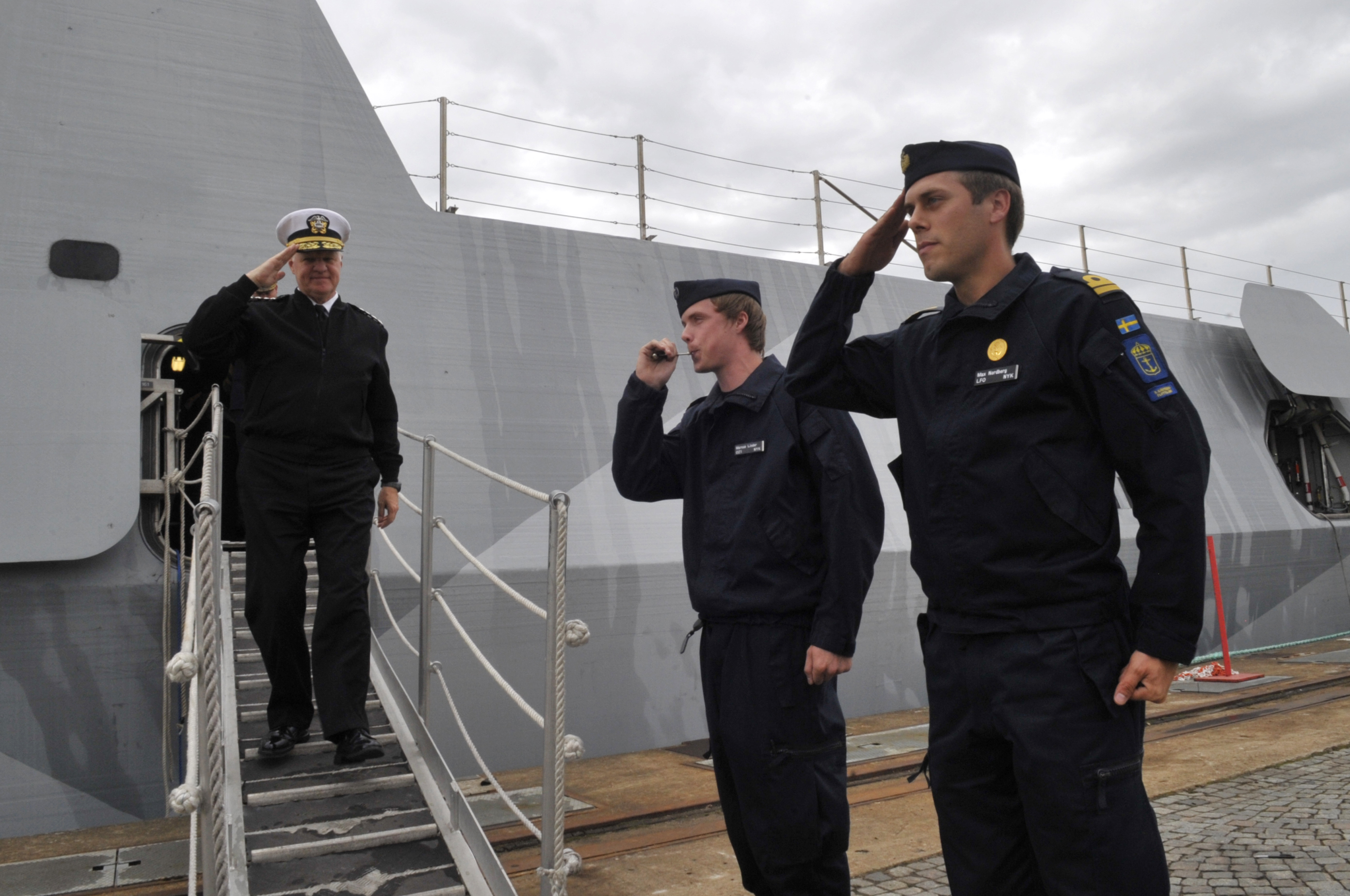
Två sjömilitärer iförda Sjöstridsuniform m/1993 vid ett amerikanskt amiralsbesök.

Sjöstridsuniform m/1993 är det uniformssystem som används av den svenska flottan, främst vid tjänstgöring ombord på fartyg men även i andra sammanhang. Sjöstridsuniformen används främst som Sjöstridsdräkt (SSD). Ett liknande uniformssystem som används till lands är Arbetsuniform m/1987-1993.

## Användning
Enligt Försvarsmaktens uniformsbesämmelser får Sjöstridsuniform m/1993 i form av Sjöstridsdräkt användas enligt följande:
| ” | Sjöstridsdräkt får användas vid: - tjänstgöring till sjöss om inte annan uniformsdräkt anges av vederbörande chef. - övningar enligt vederbörande övningsledares bestämmande. - vakttjänst om inte annan uniformsdräkt anges av vederbörande chef. | „ |
| – Avsnitt 2: Sjöstridsdräkt, Instruktion för Försvarsmakten - Uniformsbestämmelser, Kapitel 2 - Stridsuniformer | |   |

## Persedlar
Följande persedlar används inom ramen för Sjöstridsuniform m/1993:
- Båtmössa m/1948
- Vintermössa m/1987 Blå
- Sommarmössa m/1993 (utgick 31 december 1999)
- Sjöarbetsjacka m/1993
- Sjöarbetsbyxor m/1993
- Byxbälte blått
- Skjorta m/1987 Blå
- Arbetsskjorta m/1948
- Sjöstridskängor m/1993
- Innerstrumpor m/1993 Blå
- T-shirt Blå
- Sjörock m/1993
- Sjöbyxor m/1993
- Stormoverall m/1993

## Arbetsuniform m/1987-1993
Arbetsuniform m/1987-1993 är ett mycket snarlikt uniformssystem som används vid vardagligt arbete till lands då daglig dräkt ej är lämplig.